# 1864年5月6日日食
1864年5月6日日食为一次在协调世界时1864年5月6日出現的全環食。該次日食食分為1.0146，食甚維持1分25秒。

## 概述
這次日食的食分是1.0146，全環食維持1分25秒。

## 基本參數
- 類型：全環食
- 食甚資料：
  - 日期：1864年5月6日
  - 時間：0時16分48秒
  - 地點：32N 172E
  - 食分：1.0146
  - 日全環食持續時間：1分25秒

## 外部連結
- NASA日食專頁（页面存档备份，存于）（英文）